# Sibirocosa kolymensis
Sibirocosa kolymensis is een spinnensoort in de taxonomische indeling van de wolfspinnen (Lycosidae).
Het dier behoort tot het geslacht Sibirocosa. De wetenschappelijke naam van de soort werd voor het eerst geldig gepubliceerd in 2004 door Yuri M. Marusik, Azarkina & Koponen.